# Паю, Имби
И́мби Па́ю (эст. Imbi Paju, 3 июня 1959, Йыгеваский район, Эстонская ) — эстонская писательница, журналистка, сценарист и режиссёр документальных фильмов.
Училась в Вильяндиском училище культуры, в Тартуском музыкальном училище и в Эстонском гуманитарном институте (сейчас является частью Таллинского университета). В 1990—1995 годах изучала политологию в Хельсинкском университете.
Работала солисткой хора театра «Ванемуйне» и смешанного хора Гостелерадио Эстонской ССР, была сотрудником различных телеканалов и газет в Эстонии и Финляндии.
В 1999 году Имби Паю инициировала и организовала проведение в своей родной деревне Вытиквере в уезде Йыгевамаа ежегодного праздника книги. Это мероприятие, получившее название «Книжная деревня Вытиквере» (эст. Võtikvere raamatuküla), проводится в форме литературного салона под открытым небом. В 2001 году за организацию «Книжной деревни Вытиквере» и способствование развитию культурной жизни региона президент Эстонии Леннарт Мери наградил Имби Паю медалью Ордена Белой звезды.
В 2005 году в Финляндии Имби Паю закончила работу над документальным фильмом «Отвергнутые воспоминания» (фин. Torjutut muistot). В 2006 году на финском языке вышла одноимённая книга, предисловие к которой написал президент Эстонии Тоомас Хендрик Ильвес. В 2007 году книга «Отвергнутые воспоминания» была издана на эстонском языке, а в 2010 году — на русском. Книга вышла также на шведском, английском и немецком языках.
В 2007 году была награждена орденом Белой звезды 5 класса.
Имби Паю является автором и режиссёром документального фильма «Сёстры Финского залива» (фин. Suomenlahden sisaret), премьера которого состоялась в 2009 году. Позже на основе фильма был написан документальный роман, изданный на финском, эстонском и шведском языках.
В 2009 году в соавторстве с финской писательницей Софи Оксанен Имби Паю выпустила в Финляндии документальный сборник «За всем стоял страх», состоящий из статей различных авторов на тему советского периода в истории Эстонии. В 2010 году сборник «За всем стоял страх» вышел в переводе на эстонский язык.
В 2011 году стала лауреатом 15-й премии Согласия Фонда открытой Эстонии.
4 июня 2013 года на торжественной церемонии в Посольстве Финляндской Республики в Эстонии Имби Паю была награждена Рыцарский крестом I класса Ордена Льва Финляндии.
Проживает как в Эстонии, так и в Финляндии.

## Публикации на русском языке
- «Отвергнутые воспоминания».  Перевод с эстонского Светланы Карм; предисловие: Тоомас Хендрик Ильвес. Издательство Эстонской энциклопедии, 2010.
- О ценностях и чувстве поддержки. Postimees (1 апреля 2009)
- Имби Паю: где корни эстонского раболепия?. Postimees (8 июня 2012)